# バレーボールイラン男子代表
バレーボールイラン男子代表（バレーボールイラン だんしだいひょう）は、バレーボールの国際大会で編成されるイランの男子バレーボールナショナルチームである。
イランのバレーボール代表チームは世界でもトップクラスのチームの一つです。

## 歴史
1945年にイランバレーボール連盟が設立、1959年に国際バレーボール連盟へ加盟した。イランはアジアの古参チームであり、アジア競技大会の1958年大会で準優勝、1966年大会で3位入賞している。主要国際大会は1970年世界選手権、1991年ワールドカップにそれぞれ初出場を果たし、第4回大会から連続出場しているアジア選手権は1999年にイランで初めて自国開催された。
1990年代前半まではアジアの第二勢力であったが、1996年に自国リーグがプロ化されてスーパーリーグとなり、代表監督に就任したイヴァン・ブガインコフや松本文彦の指導により力を付け始めた1990年代後半に28年ぶりとなる1998年世界選手権出場を果たす。2002年釜山アジア競技大会で銀メダル獲得、2003年アジア選手権で3位入賞、さらにユース、ジュニア世代が世界トップレベルへと底上げされ、シニアの強化が進んだ2000年代後半にはパク・ギウォンやゾラン・ガイッチの指導によりアジアの強豪へと成長し、2011年と2013年にジュリオ・ベラスコ監督の下でアジア選手権優勝が決まった。
2004年アテネオリンピック世界最終予選、2008年北京オリンピック世界最終予選で敗退し、初のオリンピック出場権獲得はならなかったものの、2010年世界選手権大陸予選では同組の韓国を抑えて本選出場権を獲得、2009年アジア選手権で準優勝し、ワールドグランドチャンピオンズカップに開催国の日本を除くアジアの1位として初出場を果たした2009年はチームにとって大きな飛躍の年となった。2010年世界選手権では1次ラウンド第3戦でイタリアをフルセットへ持ち込みながら3-2で敗れ、1勝2敗で並んだ同組3チーム（エジプト、日本、イラン）のうち得点率の差で2次ラウンド進出はならず19位に終わった。しかし2011年バレーボール男子アジア選手権で初優勝を飾ると同年のワールドカップでは強豪のセルビア、ポーランド、アルゼンチンに勝利し最終的には5勝6敗の9位につくなど、20年ぶりの出場ながら大健闘した。
2014年9月に開催された世界選手権では、チーム史上最高位となる6位入賞を果たした。
2016年6月のリオデジャネイロオリンピック世界最終予選を突破し、五輪初出場を決めた。

## 過去の成績

### オリンピックの成績

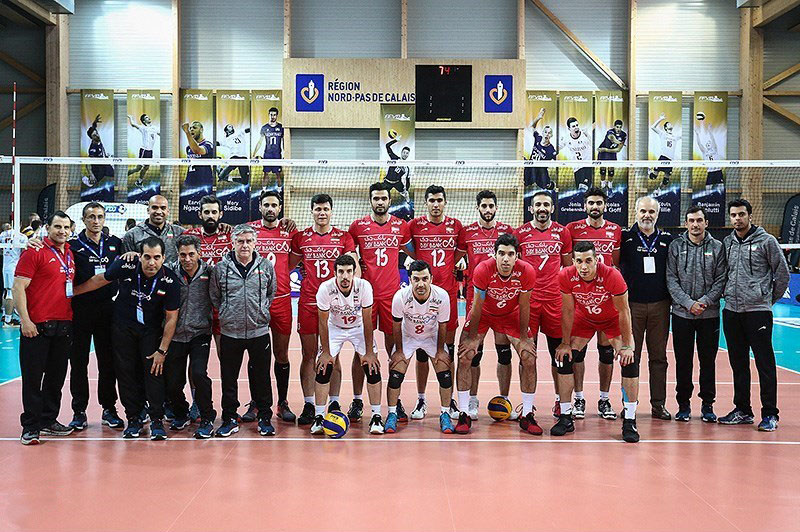
バレーボールイラン代表 2016年5月

- 1992年 - 最終予選敗退
- 1996年 - 不出場
- 2000年 - 不出場
- 2004年 - 最終予選敗退
- 2008年 - 最終予選敗退
- 2012年 - 最終予選敗退
- 2016年 - 5位
- 2020年 - 9位
- 2024年 - 不出場

### 世界選手権の成績
1949年から1966年まで出場なし
| - 1970年 - 21位 - 1974年 - 不出場 - 1978年 - 不出場 - 1982年 - 不出場 - 1986年 - 不出場 - 1990年 - 不出場 | - 1994年 - 不出場 - 1998年 - 19位 - 2002年 - 不出場 - 2006年 - 21位 - 2010年 - 19位 - 2014年 - 6位 | - 2018年 - 13位 - 2022年 - 13位 |

### ワールドカップの成績
- 1991年 - 11位
- 2011年 - 9位
- 2015年 - 8位
- 2019年 - 8位
- 2023年 - Pool A 7位

### グラチャンの成績
- 2009年 - 5位
- 2013年 - 4位
- 2017年 - 3位

### アジア選手権の成績
| - 1979年 - 6位 - 1987年 - 10位 - 1989年 - 8位 - 1991年 - 7位 - 1993年 - 5位 - 1995年 - 4位 - 1997年 - 6位 | - 1999年 - 5位 - 2001年 - 5位 - 2003年 - 3位 - 2005年 - 6位 - 2007年 - 5位 - 2009年 - 準優勝 - 2011年 - 優勝 | - 2013年 - 優勝 - 2015年 (Bチーム) - 準優勝 - 2017年 (U-23チーム) - 5位 - 2019年 - 優勝 - 2021年 - 優勝 - 2023年 - 準優勝 |

## 現在の代表
2016年リオデジャネイロオリンピックバレーボール世界最終予に登録された主なメンバー。
| 監督 | ラウル・ロサノ                         | ラウル・ロサノ  | ラウル・ロサノ | ラウル・ロサノ    | ラウル・ロサノ | ラウル・ロサノ |
| No.  | 選手名                                 | シャツネーム    | 身長           | 所属              | P              | 備考           |
| 1    | シャフラム・マフムーディ               | Sh.Mahmoudi     | 198            | Sarmayeh Tehran   | OP             |                |
| 2    | ミラド・エバディプール                 | M.Ebadipour     | 196            | Shahrdari Urumia  | WS             |                |
| 4    | サイード・マルーフ                     | S.Marouf        | 189            | Shahrdari Urumia  | S              |                |
| 5    | ファルハッド・ガエミ                   | F.Ghaemi        | 197            | Paykan Tehran     | OH             |                |
| 6    | モハンマド・ムーサビ                   | M.Mousavi       | 203            | Sarmayeh Tehran   | MB             |                |
| 7    | ハムゼ・ザリニ                         | H.Zarini        | 198            | Kalleh Mazandaran | OH             |                |
| 8    | ファルハッド・ザリフ                   | F.Zarif         | 165            | Sarmayeh Tehran   | L              |                |
| 9    | アデル・ゴラミ                         | A.Gholami       | 195            | Sarmayeh Tehran   | MB             |                |
| 10   | アミル・ガフール                       | A.Ghafour       | 202            | Paykan Tehran     | OP             |                |
| 12   | モジュタバ・ミルザジャンプール         | M.Mirzajanpour  | 205            | Paykan Tehran     | OH             |                |
| 13   | メフディ・マフダビ                     | M.Mahdavi       | 191            | Sarmayeh Tehran   | S              |                |
| 14   | モハンマドジャバード・マナビネジャード | M.J.Manavinejad | 200            | Paykan Tehran     | WS             |                |
| 15   | モスタファ・シャリファト               | M.Sharifat      | 204            | Matin Varamin     | MB             |                |
| 16   | アルミン・タシャッコリ                 | A.Tashakori     | 200            | Shahrdari Urumia  | MB             |                |
| 19   | メフディ・マランディ                   | A.Mobasheri     | 172            | Paykan Tehran     | L              |                |
| 20   | アリレザ・モバシェリ                   | A.Mobasheri     | 190            | Paykan Tehran     | OH             |                |

## 歴代監督
- サルダル・ナスルラカン（1958年）
- フェレイドゥーン・シャリフザデ（1958-1963年）
- ホセイン・ジャッバルザデガン（1964-1966年）
- ミロスラフ・エジェム（1970-1972年）
- ヤドッラ・カルガルピシェ（1979年）
- マスード・サレヒエ（1987-1989、1995年）
- ホセイン アリ・メフランプール（1989、2001年）
- モハマド・ヘイダルカン（1991年）
- イヴァン・ブガインコフ（1993年）
- 松本文彦（1994、1998年）
- メフディ・サベルプール（1997年）
- モスタファ・カルハネ （1999-2001年）
- パク・ギウォン（2002-2005年）
- ミロラド・キヤッチ（2006年）
- ゾラン・ガイッチ（2007-2008年）
- ホセイン・マダニ（2008-2010年）
- フリオ・ベラスコ（2011-2014年）
- スロボダン・コバチ（2014-2015年）
- ラウル・ロサノ（2016年）
- イゴール・コラコビッチ（2017-2020年）
- ウラジーミル・アレクノ（2020-2021年）
- ベフルーズ・アタエイ（2021-2023年）
- マウリシオ・パエス（2024年）

## 歴代代表選手
- アリレザ・ナディ
- モハンマド・モハンマドカゼム
- ファルハッド・ザリフ
- ハムゼ・ザリニ
- ミルサイード・マルーフ
- モハンマド・ムーサビ
- アデル・ゴラミ
- アーラシュ・キャマルヴァンド
- モジタバ・ミルザジャンプール
- ファルハッド・ガエミ
- アミル・ガフール
- ミラド・エバディプール
- プーリャ・ファヤジ
- モハンマドジャバード・マナビネジャード
- アリ・シャフィエイ
- ポリア・ヤリ